# L'Odnodvorets Ovsianikov
L’Odnodvorets Ovsianikov est une nouvelle d'Ivan Tourgueniev parue dans la revue russe Le Contemporain en 1847. La nouvelle fait partie du recueil Mémoires d'un chasseur. 
La nouvelle raconte les excès des barines du XVIIIe siècle. Un odnodvorets (qui ne possède qu’un seul feu) est un homme indépendant, ni noble, ni serf, généralement un ancien soldat, soumis à la taille. Il peut avoir des serfs.

## Résumé
Luc Pétrovitch Ovsianikov, septuagénaire, est un odnodvorets que tout le monde respecte. Il a gardé les usages du XVIIIe siècle. Le narrateur lui rend visite pour avoir son opinion sur les changements intervenus depuis le siècle dernier.
Luc Pétrovitch raconte comment le grand-père du narrateur avait dépouillé son père d’une terre, comment tel barine maltraitait ses serfs ou tel autre vouait une passion à son chien de chasse. A contrario, les nouveaux barines ne respectent pas leurs fonctions : un tel bloque par son attitude bornée le bornage des terres, tel autre fait de la poésie et laisse son domaine dans les mains d’un intendant malhonnête.
Arrive Mitia, le neveu de Luc Pétrovitch. Il a un grand cœur et aide les paysans lésés par les fonctionnaires corrompus ou les barines despotes, puis, un autre visiteur, M. Lejeune, soldat français rescapé de la grande armée. Ce dernier était à Moscou en 1812. Fait prisonnier lors de la retraite de Russie, il s’est marié avec une Russe et a maintenant une fille.

## Extraits
- « Parfois, il les obligeait ses serves à chanter en chœur la nuit entière, celle qui atteignait la note la plus aiguë recevait une récompense. »
- « Il en va toujours ainsi, vraie noblesse, nul ne blesse. »
- « Le passé est mort et l’avenir ne se dessine pas encore. »

## Édition française
- L'odnovorets Ovsianikov, traduit par Ely Halpérine-Kaminsky, dans Récits d'un chasseur, Paris, Éditions Albin Michel, 1893.
- L’Odnodvorets Ovsianikov, traduit par Françoise Flamant, Éditions Gallimard, Bibliothèque de la Pléiade, 1981  (ISBN 978 2 07 010980 7).